# Esquerra Democràtica de Catalunya
Esquerra Democràtica de Catalunya (en español: Izquierda Democrática de Cataluña) fue un partido político de centro reformista creado en Cataluña poco después de la muerte de Franco, a finales de 1975, por Joan Baptista Cendrós. En él se integraron, entre otros, elementos procedentes de Esquerra Republicana de Catalunya como Ramón Trías Fargas, Jaume Casanovas, Josep Pi-Sunyer y Macià Alavedra.
EDC fue conocida inicialmente como Partido Liberal Catalán y como tal, fue miembro de la Internacional Liberal, además de formar parte del Consejo de Fuerzas Políticas de Cataluña. Su ideología era liberal radical, ya que propugnaba el federalismo, la cogestión y la nacionalización de grandes empresas. Estaba formado principalmente por cuadros, puesto que arraigó en sectores vinculados a la mediana empresa catalana. En abril de 1976 se escindió Jaume Casanovas, que fundó el Partit Social Demòcrata de Catalunya. El 24 de septiembre de 1976 constituyó junto con el Partido Demócrata Popular la Coalición Social-Liberal.
En las elecciones generales de 1977 se integró en la candidatura al Congreso del Pacte Democràtic per Catalunya, con Convergència Democràtica de Catalunya de Jordi Pujol, PSC-Reagrupament (nombre adoptado por el Reagrupament Socialista de Catalunya) y Front Nacional de Catalunya, obteniendo dos escaños, de los once que consiguió la coalición, para sus líderes, Ramón Trías Fargas y Macià Alavedra, ambos por Barcelona. Junto con el resto de diputados del Pacte, se integraron inicialmente en el Grupo Vasco-Catalán y, tras la reforma del reglamento del Congreso y la desaparición del grupo, en la Minoría Catalana. 
En la candidatura al Senado de ese mismo año, EDC se integró, junto con Convergència Democràtica de Catalunya y Unió Democràtica de Catalunya en la coalición Democràcia i Catalunya, que obtuvo dos escaños, si bien ambos fueron para los cabezas de lista, de Convergència, sin que EDC consiguiese, por ello, ningún senador.
En ese momento, se inició un fuerte debate interno que provocó que en diciembre de 1977 Josep Pi-Sunyer y un grupo de militantes abandonaran el partido para fundar la Agrupació Catalana d'Esquerra Liberal (en español Agrupación Catalana de Izquierda Liberal), que en agosto de 1978 se incorporó a ERC. El resto del partido se fusionó con Convergència Democràtica de Catalunya el 27 de junio de 1978.